# 平川一彦
平川 一彦（ひらかわ かずひこ）は日本の電子工学者。東京大学大学院工学系研究科電気系工学専攻および工学部電気電子工学科教授。生産技術研究所附属光物質ナノ科学研究センター所属。
テラヘルツ波に関する研究で知られる。

## 経歴
- 1982年3月、東京大学工学部電子工学科卒業
- 1987年3月、東京大学大学院工学系研究科電子工学専攻博士課程修了
- 1987年4月、東京大学生産技術研究所 講師
- 1990年7月、東京大学生産技術研究所 助教授
- 1991年 - 1993年、プリンストン大学客員研究員
- 2001年5月、東京大学生産技術研究所 教授

## 主な受賞歴
- 2005年、日本IBM科学賞
- 2018年、江崎玲於奈賞[1]